# Tom Wesselmann
Tom Wesselmann (Cincinnati, Ohio, 23. veljače 1931. - New York, New York, 17. prosinca 2004.), američki slikar i kipar.

## Život i djelo
Tijekom studija psihologije u rodnom Cincinatiju, Wesselman počinje crtati stripove. U tome se pokazao vrlo uspješnim, pa nakon diplome iz psihologije prelazi na likovnu akademiju.
Godine 1956. dolazi u New York. Tamo se u Muzeju moderne umjetnosti (MOMA) susreće se s djelima Roberta Motherwella i Willema de Kooniga koja su ga se duboko dojmila. Ipak, dolazi do zaključka da usprkos svojoj ljubavi osobito prema de Koonigu, sam mora krenuti u dijametralno suprotnom smjeru. 
Koji bi i kakav to smjer trebao biti, shvatio je 1960. na newyorškoj izložbi Matissovih kolaža.
Godine 1961. započinje seriju Veliki američki akt, po kojoj je zacijelo najbolje poznat. Riječ je o nizu od preko stotinu monumentalnih asemblaža, čiju osnovu su u početku činile jednostavne slike nagih djevojaka i žena u intimnim kućnim trenutcima i/ili situacijama. Na te je slike Wesselmann u svojevrsnom niskom reljefu aplicirao predmete koji bi te slikarske interijere oprostorili: npr. kupaonsku zavjesu, košaru za rulje, kupaonska vrata zajedno s nosačem ručnika i ručnikom na prikazu akta u kupaoni (Veliki američki akt br. 3), ili zidni telefon, radijator, zavjese, stol, stolicu, vazu s cvijećem (Veliki američki akt br. 54). Usprkos očitom naporu da čim vjernije dočara interijere u kojem se aktovi nalaze, Wesselman ih je u pravilu slikao bez lica, zbog čega je nerijetko bio prozivan zbog dehumaniziranosti tih svojih radova. No, jednako je tako moguće da se naprosto radi o komercijalno usmjerenom apstrahiranju, kojem je eventualna dehumanizacija tek nenamjerna nus-pojava, za razliku od, primjerice, skulptura Georgea Segala, kod kojih je dehumanizacija temeljna sastavnica djela. U kasnijim djelima navedenog ciklusa Wesselmann će početi trodimenzionalizirati i sam akt, dok će u nekim radovima, npr. Bedroom Tit Box, otići i dalje, zahtijevajući umetanje prsiju živoga modela u svoje djelo.
Godine 1962. Wesselmann započinje rad na ciklusu mrtvih priroda, koje u početku slika na platnima srednjih dimenzija u maniri kolaža, da bi kasnije prešao na podloge većeg formata, u koje u nekim slučajevima (Mrtva priroda br. 54 iz 1964.) umeće upaljeni televizor.
Wesselmanove mrtve prirode stoga valja shvatiti u osuvremenjenom, pop artističkom, i svakako ne-doslovnom smislu tog pojma, jer je na njima cvijeće u vazi na stolu uglavnom tek sporedni element, dok se u prvom planu najčešće nalaze zaštitni znaci američkog potrošačkog društva i pop kulture: boce Coca – Cole, piva Balentine Ale, cigarete Lucky Strike, i sl., dok zid u pozadini krasi slika Abrahama Lincolna ili kojeg drugog velikog američkog predsjednika. Komentirajući svoje radove koji uključuju upaljeni televizor, radio, telefon koji neprekidno zvoni ili čak naga prsa živoga modela, Wesselmann je jednom prilikom izjavio da ga fasciniraju načini na koji se te različite realnosti međusobno isprepliću.
Iste 1964., kada nastaje njegova Mrtva priroda u koju je ukomponirao ekran upaljenog televizora, nastaje i Wesselmannov pejzaž iza kojeg je bio smješten magnetofon, koji je neprestance puštao zvuk paljenja Volkswagenove „bube“.
U drugoj polovici šezdesetih Wesselman također započinje rad na ciklusu Pušač, temi kojoj se u to vrijeme, koristeći se međutim posve različitim izražajnim sredstvima, posvetio i naš glasoviti slikar i sveučilišni profesor Ivo Šebalj.
Sredinom osamdesetih Wesselman počinje neke od svojih radova izvoditi u aluminiju.
Zaintrigiran slučajnim apstraktnim kompozicijama koje su na podu njegova ateliera nerijetko formirali otpadci nastali prigodom izvedbe njegovih djela, Wesselmann se na zalazu svoje stvaralačke karijere, 1993. godine u cijelosti posvećuje apstrakciji. 
Tako se na koncu svojeg stvaralačkog puta vratio mladenačkoj začuđenosti – apstrakciji koja ga je fascinirala kod de Kooniga i koja ga je navela na jedno od najneobičnijih stvaralačkih putovanja u likovnoj umjetnosti 20. stoljeća.